# Landsat 3
Landsat 3 amerikai ERTS (Earth Resources Technology Satellite) földmegfigyelő és erőforrás-kutató műholdcsalád.

## Küldetés
Célja, hogy a mezőgazdaság terméshozamát segítve jelezze az ásványi helyeket, az időjárási (vihar, hó, árvíz, tűz), a növényi betegségi, a vízben- tápanyagban szegény területeket. Társműholdja az Oscar 8, amatőr rádiózást segítő űreszköz valamint a PIX–1, űrtechnológia teszt műhold.

## Jellemzői
Tervezője a NASA, kivitelezője a General Electric (GE), üzemeltetők a Belügyminisztérium (DOI) valamint US Geological Survey (USGS).
Megnevezései: Landsat–3; Landsat 3; ERTS 3; ERTS–C (Earth Resources Technology Satellite); COSPAR: 1978-026A; Kódszáma: 10702.
1978. március 5-én a Vandenberg légitámaszpontból, az LC–2W (LC–Launch Complex) jelű indítóállványról egy Thor-Delta 2910 (621/D139) hordozórakétával állították alacsony Föld körüli pályára (LEO = Low-Earth Orbit). Az orbitális pályája 103,16 perces, 99,1 fokos hajlásszögű, elliptikus pálya perigeuma 818 kilométer, az apogeuma 918 kilométer volt.
Tömege 953 kilogramm. A kamerákat összefogó test egy keskeny henger (átmérője 1,6 méter), melyre kúpos csővázon (legnagyobb magassága 3,1 méter) helyezték el a napelemeket (fesztávolsága 3,4 méter), a működést biztosító berendezéseket, üzemanyagtartályt, antennákat, a telemetria (azonnali, illetve mágnesszalagról biztosított képtovábbítás) berendezést, a helyzetstabilizáló egységet. A stabilizálást, pályakorrekciók lehetőségét gázfúvókák biztosították.

## Szenzorok
Az űreszköz két RBV kamerával és egy négysávos MSS (Multi Spectral Scanning) multispektrális letapogatóval szerelték fel. A műhold időbeli felbontása 18.
Fényképeit összehasonlították a NASA egyéb műholdjainak felvételeivel, valamint repülőgépes felvételeivel. Az űreszközhöz, csuklós felfüggesztéssel napelemeket rögzítettek, biztosítva a Nap felé fordulást, éjszakai (földárnyék) energia ellátását nikkel-kadmium akkumulátorok biztosították.
1983. március 31-én szolgálatát befejezte. A légkörbe történő belépésének ideje ismeretlen.

## Külső hivatkozások
- Landsat–3. lib.cas.cz. [2013. október 13-i dátummal az eredetiből archiválva]. (Hozzáférés: 2014. március 21.)
- Landsat–3. nasa.gov. (Hozzáférés: 2014. március 21.)
- Landsat–3. astronautix.com. (Hozzáférés: 2014. március 21.)
- Landsat–3. usgs.gov. [2013. augusztus 27-i dátummal az eredetiből archiválva]. (Hozzáférés: 2014. március 21.)